# Hydrovatus verisae
Hydrovatus verisae är en skalbaggsart som beskrevs av Bilardo och Rocchi 1987. Hydrovatus verisae ingår i släktet Hydrovatus och familjen dykare. Inga underarter finns listade i Catalogue of Life.